# Князево (Грязовецкий район)
Кня́зево — деревня в Грязовецком районе Вологодской области России.
Входит в состав Перцевского муниципального образования, с точки зрения административно-территориального деления — в Перцевский сельсовет.
Расстояние по автодороге до районного центра Грязовца — 13 км, до центра муниципального образования Слободы — 23 км. Ближайшие населённые пункты — Степурино, Анопино, Гари.
По переписи 2002 года население — 4 человека.